# Harald Blicher Branth
Harald Blicher Branth, född 7 augusti 1844 på herrgården Høstemark, död 20 juni 1915 på Sønder Elkjær, var en dansk lantman. 
Branth var son till etatsråd Arnold Branth, känd som hippolog. År 1867 tog han lantbruksexamen vid Landbohøjskolen, 1873 blev han förpaktare till, och 1883 köpte han Sønder Elkjær i Ålborg amt. Han var en framstående praktisk lantman, som var en av de första i Danmark, som avskaffade trädan och ersatte den med rotfruktsodling; han verkade energiskt i bland annat planteringsfrågan och för odling av baljväxter. Han var en känd nötkreatursuppfödare, som på Sønder Elkjær skapade en högt ansedd, mycket efterfrågad jylländsk mjölkstam. 
Branth hade stor betydelse inom lantbrukets föreningsliv, främst i Foreningen af jyske Landboforeninger och i Agrarforeningen; 1903 valdes han till medlem av Landhusholdningsselskabets styrelseråd, i vilket han hade säte till sin död. Han författade boken Hvad jeg fortalte mine Elever (1910), en livligt skriven och lärorik handbok till hjälp för unga lantmän i deras dagliga arbete.